# Richard Alexander Hewat
Richard Alexander »Bill« Hewat, kanadski letalski častnik, vojaški pilot in letalski as, * 3. maj 1896, † 14. avgust 1918, Bailleul, Francija (KIA).
Nadporočnik Hewat je v svoji vojaški službi dosegel 6 zračnih zmag.

## Življenjepis
Med prvo svetovno vojno je bil od junija 1917 pripadnik Kraljevega letalskega korpusa.
Septembra 1917 je bil dodeljen 19. eskadrilji. Potem, ko je 26. oktobra 1917 dosegel svojo tretjo zmago, je bil njegov SPAD poškodovan zaradi protiletalskega bojevanja, sam pa je bil ranjen v glavo.
Po okrevanju je bil dodeljen 87. skvadronu, kjer je začel leteti aprila 1918, tokrat s Sopwith Dolphin. Tu je dosegel tri zmage, dokler ga ni zračnem boju ubil Hermann Leptien.